# Arvid Skoggård
Arvid Skoggård, född 1886 i Norrland, död okänt år, var en svensk dekorationsmålare målare och skulptör.
Skoggård var verksam som skulptör och målare, han medverkade Liljevalchs Stockholmssalong 1922 med ett flertal oljemålningar. Han var verksam några år som dekorationsmålare i Stockholm innan han troligen utvandrade till Amerika. Han var verksam i New York som skulptör från 1934 under namnet Arvid Skoggard.    